# Xalticpac, Zacapoaxtla
Xalticpac är en ort i Mexiko.   Den ligger i kommunen Zacapoaxtla och delstaten Puebla, i den sydöstra delen av landet, 170 km öster om huvudstaden Mexico City. Xalticpac ligger 1 973 meter över havet och antalet invånare är 1 214.
Terrängen runt Xalticpac är huvudsakligen kuperad, men åt sydost är den platt. Runt Xalticpac är det ganska tätbefolkat, med 129 invånare per kvadratkilometer. Närmaste större samhälle är Zacapoaxtla, 3,4 km norr om Xalticpac. I omgivningarna runt Xalticpac växer huvudsakligen savannskog.